# Dolerus gessneri
Dolerus gessneri är en stekelart som beskrevs av André 1880. Dolerus gessneri ingår i släktet Dolerus, och familjen bladsteklar. Arten är reproducerande i Sverige.